# Saíra-de-bando
A saíra-de-bando (Tangara mexicana) é uma ave passeriforme da família Thraupidae. É uma ave encontrada como residente em Trinidad, grande parte do Brasil,  Colômbia e Venezuela, ao sul da Bolívia e, apesar do nome científico, não é encontrada no México. É restrita a áreas de floresta úmida, tendo como distribuição primária a Amazônia. Antigamente, ele era tratado como sendo coespecífico do cambada-de-chaves , encontrado na Mata Atlântica do leste do Brasil.
São aves sociais, geralmente encontradas em grupos. Eles comem frutas, insetos e outros artrópodes, geralmente coletados de galhos.

## Taxonomia
A saíra-de-bando foi formalmente descrita em 1766 pelo naturalista sueco Carl Linnaeus na 12ª edição de seu Systema Naturae sob o nome binomial Tanagra mexicana. Sua descrição foi baseada principalmente em Le tangara blue de Cayenne, de Mathurin Jacques Brisson, que ele descreveu e ilustrou em 1760. A localidade tipo é Caiena, na Guiana Francesa. A saíra-de-bando agora está incluído no gênero Tangara, que foi introduzido por Brisson.
São reconhecidas quatro subespécies : 
- Tangara mexicana vieilloti (Sclater, PL, 1857) – Trinidad
- Tangara mexicana media (Berlepsch & Hartert, 1902) – leste da Colômbia e Venezuela
- Tangara mexicana mexicana (Linnaeus, 1766) – das Guianas até o Brasil central
- Tangara mexicana boliviana (Bonaparte, 1851) – sudeste da Colômbia até leste do Equador, leste do Peru, oeste do Brasil e norte da Bolívia

O cambada-de-chaves (Tangara brasiliensis) era antigamente tratado como uma subespécie.

## Descrição

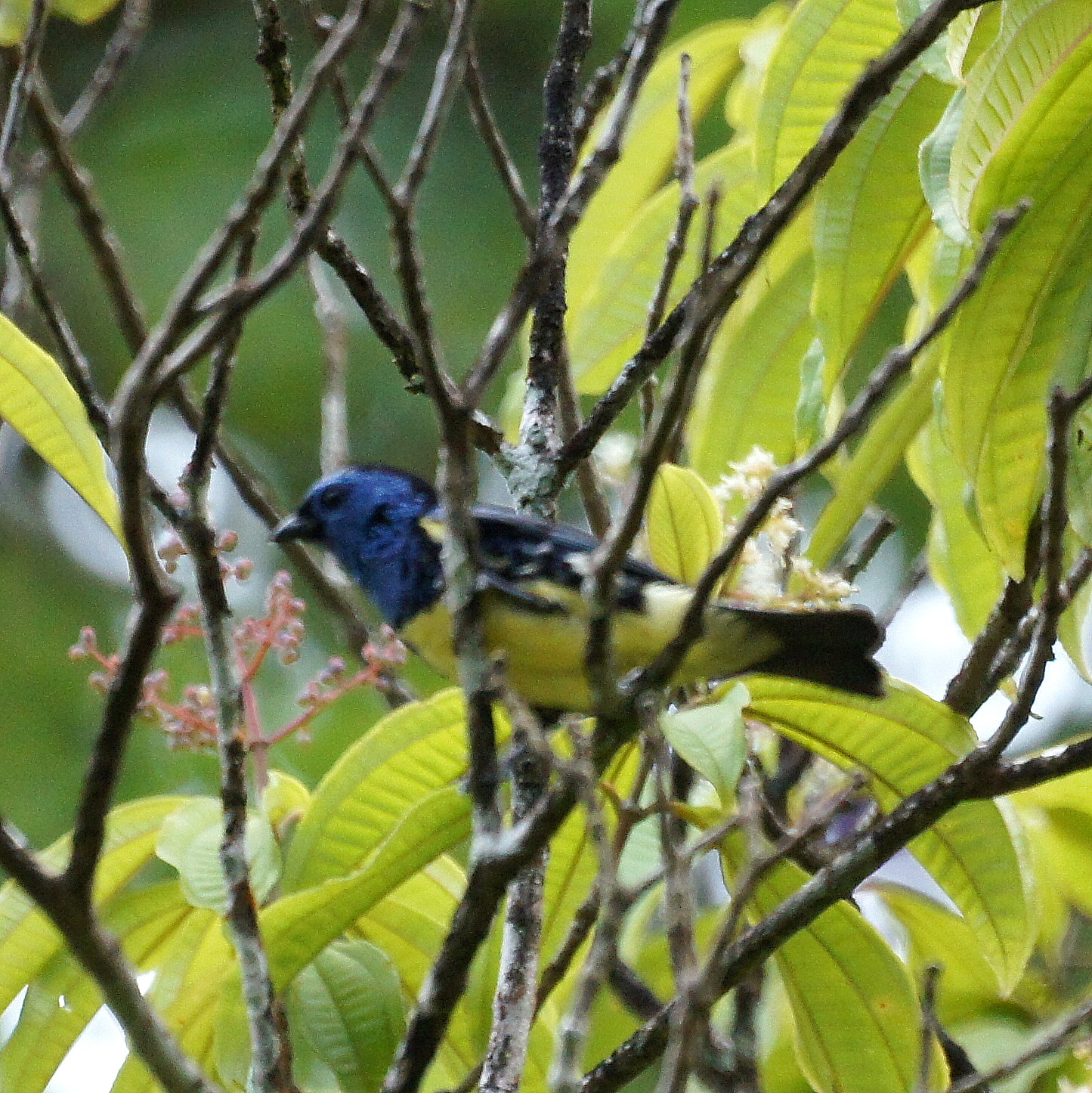
T. m. vieiloti de Trinidad é a subespécie mais escura

As saíras-de-bando adultas tem por volta de 14 centímetros, pesando 20 g. Elas têm cauda longa e um bico escuro, forte e pontudo. O adulto é predominantemente azul-escuro e preto, com bordas turquesa nas penas de vôo primária . A maioria das raças tem a parte inferior das partes inferiores amarela, mas esta é mais clara,  na subespécie nomeada, encontrada no nordeste da América do Sul. A subespécie de Trinidad, T. m. vieiloti, tem cabeça e peito azul-escuros e partes inferiores mais amarelas do que os táxons do continente.